# Герб Баталі
Ге́рб Бата́лі — офіційний символ містечка Баталя, Португалія. Використовується як територіальний герб. У срібному щиті червоний Георгієвський хрест. В центрі хреста стоїть коронована Діва Марія-Переможниця, одягнена у синю туніку зі срібним мафорієм. На руках вона тримає маленького коронованого Ісуса Христа. У першому й четвертому полях — Авіський хрест зеленого кольору, в другому й третьому полях — такий самий хрест червоного кольору. Щит увінчує срібна мурована містечкова корона з чотирма вежами.  Під щитом біла стрічка, на якій великими літерами напис португальською: «vila da Batalha» (містечко Баталя).  Офіційно затверджений 11 червня 1937 року.  Пов'язаний із переможною битвою при Алжубарроті 1385 року. Червоний хрест святого Георгія символізує португальців, що билися у ній. Діва Марія-Переможниця, яка дарувала перемогу, — уособлення Батальського монастиря, названого на її честь. Авіські хрести — знаки лідерів португальського війська: зелений — короля Жуана І, червоний – генерала-констебля Нуну Перейру.

## Галерея

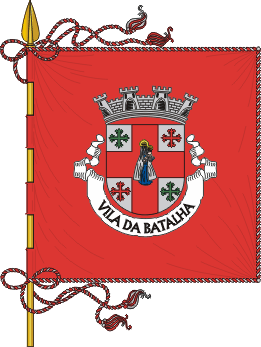
Прапор